# Martín Pavez
Martín Horacio Pavez (El Bolsón, Provincia de Río Negro, Argentina, 5 de agosto de 1988) es un futbolista argentino nacionalizado italiano. Juega como defensa central y su equipo actual es el Club Jorge Newbery del Torneo Argentino B   .

## Trayectoria deportiva
Martin Pavez nació en la ciudad de (El Bolsón, Provincia de Río Negro, Argentina Arranco a los 4 años de edad en la escuela de futbol infantil  Martin Güemes de dicha ciudad. JUgando la Liga Infantil de La Comarca Andina ( FICA ). Disputó además los torneos Pre- Mundialito  y Mundialito  de futbol infantil.
En el año 2008 Martín Pavez hace su debut como profesional en el Club Deportivo Cruz del Sur para jugar el Torneo Argentino B. En La temporada 2013-2014 pasa a Club Deportivo Estudiantes Unidos para disputar el mismo torneo. Luego de una buena temporada Pavez se incorpora al  Club Social y Deportivo General Roca para disputar el Torneo Argentino A del año 2014, donde anotó un gol importante ante el club Guillermo Brown para que el equipo quede primero en la zona terminada la primera ronda de dicho torneo. A principios del 2015 Pavez ficha para el club Sportivo Atlético Club Las Parejas para jugar nuevamente el Torneo Argentino A.
Después de dos temporadas en el tercer nivel del fútbol argentino, Pavez emigra a Bolivia y ficha en el Club Real Potosí. Club en el que juega el campeonato de Primera División de Bolivia y el torneo internacional de la Copa Sudamericana 2015.
Tras su paso internacional Pavez regresa a su Argentina para vestir nuevamente la camiseta del Club Deportivo Cruz del Sur. y disputar el Torneo Argentino B del año 2016. 
Ese mismo año llega el turno para el futbol europeo fichando para Club Deportivo Atlético Baleares. y en junio del 2017 ficha para OPS Oulu de Finlandia. Tras una muy buena temporada en el fútbol nórdico,  "El Vikingo" Pavez es elegido como uno de los mejores centrales de la liga Veikkausliiga. Sus buenas estadísticas lo llevan a ser pretendido por el Club Deportivo Lugo al cual finalmente no pudo ser cedido . 
En el año 2018 vuelve a ser destino el futbol sudamericano para Pavez en donde es contratado por el Club Atlético Santo Domingo y participa en el torneo de  Serie B de Ecuador.
En el año 2020 ya en Argentina ficha para el Club Rivadavia para disputar el Torneo Argentino B; y a mediados del mismo año firma contrato con el Club Atlético Defensores Unidos, del torneo de Primera B.
Luego de dos temporadas con la camiseta del Celeste de Zarate, Pavez regresa a la ciudad de Junín (Buenos Aires) en donde ya esta radicado . Para la temporada 2022-2023 retorna al Club Rivadavia para volver a disputar el Torneo Argentino B. Ya como una pieza fundamental para el equipo, convierte un gol importante que le dio paso a semifinales de dicho torneo. Quedan eliminados en dicha instancia ante el clásico rival.
Actualmente se encuentra jugando en el Club Jorge Newbery  de la ciudad de Junín (Buenos Aires) en donde diputa el Torneo Argentino B siendo referente y capitán del equipo

## Clubes
| Club                                 | País      | Año         |
| ------------------------------------ | --------- | ----------- |
| Club Deportivo Cruz del Sur          | Argentina | 2008 - 2009 |
| Club Deportivo Estudiantes Unidos    | Argentina | 2013- 2014  |
| Club Social y Deportivo General Roca | Argentina | 2014        |
| Sportivo Atlético Club Las Parejas   | Argentina | 2015        |
| Club Real Potosí                     | Bolivia   | 2015        |
| Club Deportivo Cruz del Sur          | Argentina | 2016        |
| Club Deportivo Atlético Baleares     | España    | 2016 - 2017 |
| OPS Oulu                             | Finlandia | 2017        |
| Club Atlético Santo Domingo          | Ecuador   | 2018        |
| Club Rivadavia                       | Argentina | 2020        |
| Club Atlético Defensores Unidos      | Argentina | 2020 - 2021 |
| Club Rivadavia                       | Argentina | 2022 - 2023 |
| Club Jorge Newbery                   | Argentina | 2023        |

## Participaciones internacionales
| Torneo                 | Club        | País    |
| ---------------------- | ----------- | ------- |
| Copa Sudamericana 2015 | Real Potosí | Bolivia |